# وزارة الخارجية (قطر)
وزارة الشؤون الخارجية هي الوزارة المسؤولة عن التعامل مع العلاقات الخارجية والجهود الدبلوماسية لقطر، بما في ذلك الحفاظ على بعثاتها الدبلوماسية في جميع أنحاء العالم. الوزير الحالي هو محمد بن عبد الرحمن آل ثاني.

## التاريخ
قطر كانت جزءًا من الإمبراطورية العثمانية حتى نهاية الحرب العالمية الأولى، وعند هذه النقطة أصبحت محمية تحت الحكم البريطاني. بعد تحقيق الاستقلال التام عن المملكة المتحدة في عام 1971، أنشأت حكومة قطر وزارة خارجية مستقلة.

### تاريخ الوزارة[4]
في عام 1969، صدر المرسوم بالقانون رقم (11) لسنة 1969 بإنشاء إدارة للشئون الخارجية، وفي سنة 1970 تم إنشاء أقسام الإدارة بالقرار رقم (8) لسنة 1970، وفي عام 1971 صدر قانون بإنشاء وزارة الخارجية ضمت إليها إدارة الشؤون الخارجية، ثم صدر في ديسمبر 1971 القانون رقم (26) بشأن نظام السلكين الدبلوماسي والقنصلي وتحديد البعثات الدبلوماسية لتشمل السفارات والمفوضيات والقنصليات ومكاتب الوفود الدائمة لدولة قطر في الخارج.
وتوالى صدور القوانين الخاصة بتنظيم وزارة الخارجية وتعيين اختصاصاتها وتحديد هيكلها التنظيمي، فصدر القانون رقم (13) لسنة 1993 بتنظيم وزارة الخارجية.
وفي 2005، صدر قانون جديد حدد اختصاصات وزارة الخارجية على النحو التالي:
- التعريف بالدولة عالميا، ونشر المعلومات حول قيمها الثقافية وسياساتها، وحماية مصالحها في الخارج.
- إعداد المقترحات اللازمة لتخطيط السياسة الخارجية وتنفيذها بالتنسيق مع الجهات المعنية بالدولة.
- إجراء الاتصالات والمباحثات اللازمة لتمهيد الطريق لعقد الاتفاقيات والمعاهدات ووضع الترتيبات والإجراءات المتعلقة بإبرامها وتنفيذها والإشراف عليها.
- إجراء الاتصالات مع الوزارات والهيئات القطرية والحكومات الأجنبية وبعثاتها الدبلوماسية والمنظمات الإقليمية والدولية.

اقتراح السياسة الخارجية للدولة وعرضها على سمو الأمير لإقرارها ومتابعة تنفيذها.
- تنظيم تبادل التمثيل الدبلوماسي والقنصلي مع الدول العربية والأجنبية والمنظمات الإقليمية والدولية.

حماية مصالح قطر ومواطنيها في الخارج.
- اقتراح مشروعات القوانين والأنظمة المتعلقة باختصاصات الوزارة

## قائمة الوزراء
مصدر:
- 1971 -1972: الشيخ خليفة بن حمد آل ثاني
- 23 فبراير 1972 -1985: الشيخ سحيم بن حمد آل ثاني
- 1985 -1989: الشيخ أحمد بن سيف آل ثاني
- 1989 -1990: عبد الله بن خليفة العطية
- 1990 -1992: مبارك بن علي الخاطر
- 1992 -2013: الشيخ حمد بن جاسم بن جبر آل ثاني
- 2013 -2016: خالد بن محمد العطية
- 27 يناير 2016- حتى الآن: الشيخ محمد بن عبد الرحمن آل ثاني